# Expeditionary Fighting Vehicle
Expeditionary Fighting Vehicle (EFV) (do roku 2003 byl systém označen Advanced Amphibious Assault Vehicle) je obojživelný obrněný transportér vyvíjený od roku 1996 firmou General Dynamics Land Systems pro námořní pěchotu Spojených států amerických. Měl se stát náhradou obojživelných vozidel Amphibious Assault Vehicle zavedených do služby už v roce 1972. Vozidla AAV typ EFV výrazně překonával jak rychlostí plavání, tak svým pancéřováním, elektronikou a výzbrojí. Dokončení vývoje EFV bylo plánováno na rok 2015, v lednu 2011 ale byl projekt v rámci rozpočtových škrtů na ministerstvu obrany zrušen. Přednost dostala modernizace typu AAV a vývoj kolového transportéru Marine Personnel Carrier, který se přetransformoval v transportéry Amphibious Combat Vehicle.

## Vývoj

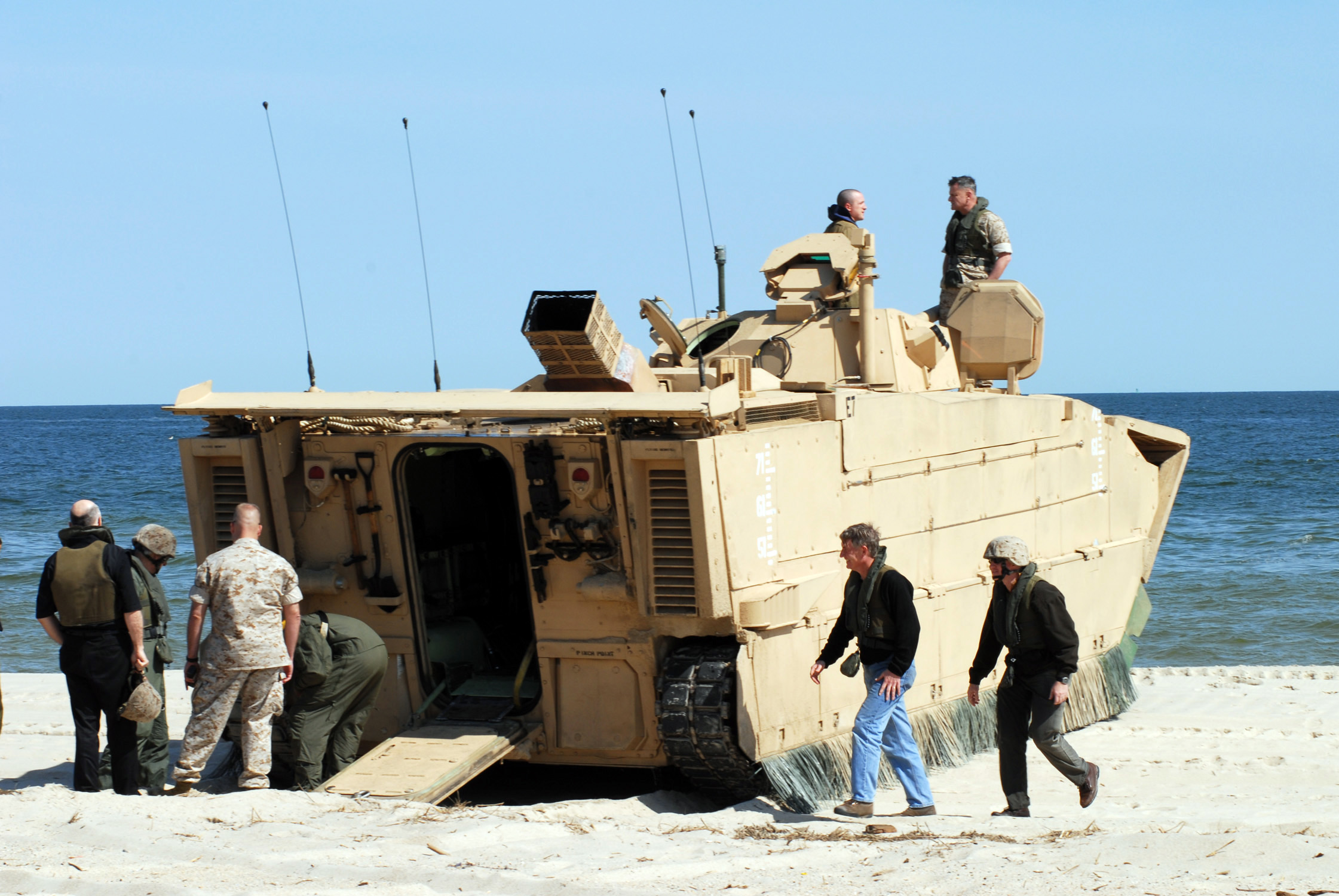
Zadní pohled

Od konce 80. let probíhalo vytváření technických specifikací a teprve v polovině 90. let byl vývoj nové generace výsadkového vozidla zadán společnosti General Dynamics Land Systems. Ta v letech 1995–2001 postavila první tři prototypy první generace, které pomohly při hledání základní koncepce projektu před vstupem do hlavní vývojové fáze. Té se účastnilo 10 prototypů druhé generace (SDD-1 – System Development and Demonstration) a dalších sedm prototypů třetí generace (SDD-2), u kterých byly odstraněny doposud objevené nedostatky (bylo u nich provedeno cca 200 změn oproti generaci předchozí). Finalizaci zkoušek v letech 2012–2014 a zahájení sériové výroby, plánovaném na rok 2015, již zabránilo zrušení celého programu.

## Popis

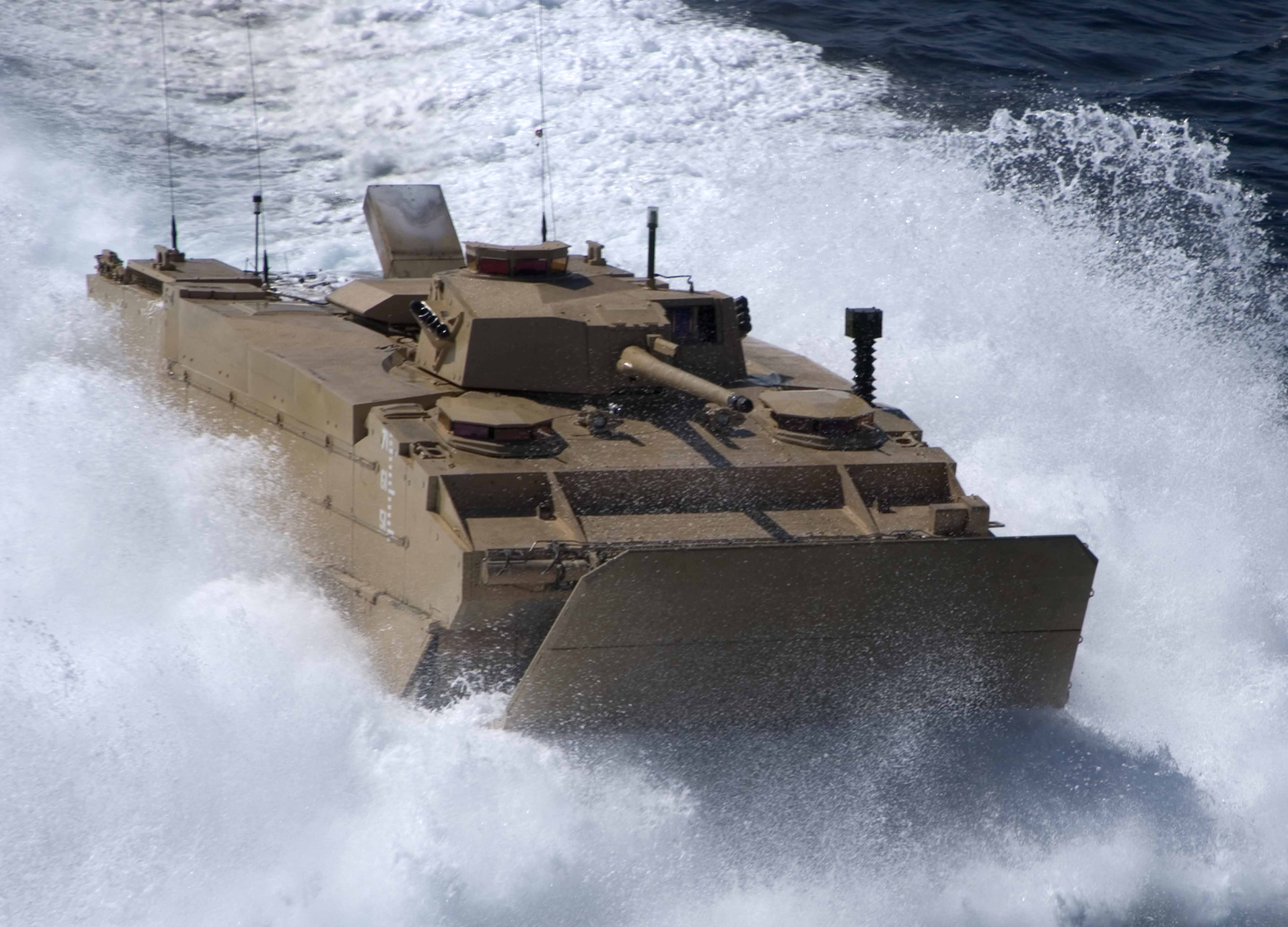
Při plavbě

Před zrušením projektu bylo objednáno celkem 573 kusů vozidel EFV ve dvou verzích – EFVP1 pro přepravu 17 vojáků námořní pěchoty a EFVC1 pro velení výsadku. Jedna četa námořní expediční jednotky měla mít 13 vozidel EFV pro pěchotu a jedno velitelské. Parametry nových vozidel měly umožňovat provádění výsadků z lodí plujících za horizontem a rychlý přesun jednotky do vnitrozemí.